# Inverno de impacto
Um inverno de impacto é um período hipotético de frio prolongado devido ao impacto de um grande asteroide ou cometa na superfície da Terra. Um provável cenário seria a queda na terra ou em um corpo de água raso, resultando no bloqueio da radiação do sol causado pela formação de uma camada de poeiras, cinzas e outros materiais na atmosfera. Isso faria com que a temperatura global diminuísse drasticamente. Outro provável cenário seria a colisão de um corpo celeste com mais de 5 quilômetros com um grande corpo de água ou sua explosão antes de atingir a superfície, ambos resultaria numa enorme quantidade de detritos ejetados na atmosfera. Foi proposto que um inverno de impacto poderia levar à extinção em massa, eliminando muitas das espécies existentes no mundo.

## Possibilidade de impacto
A cada ano, a Terra é atingida por meteoroides de 5 metros de diâmetro que expelem uma explosão a 50 quilômetros acima da superfície com a potência equivalente a um kiloton TNT. A Terra é atingida todos os dias por um meteoro com menos de 5 metros de diâmetro, que se desintegra antes de atingir a superfície. Os meteoros que chegam à superfície tendem a atacar áreas não povoadas e não causam danos. É mais provável que um humano morra em um incêndio, inundação ou outro desastre natural do que morrer por causa de um impacto de asteroide ou cometa. Outro estudo em 1994 encontrou uma chance de uma em dez mil de que a Terra fosse atingida por um grande asteroide ou cometa com um diâmetro de cerca de dois quilômetros durante o próximo século. Esse objeto seria capaz de romper a ecosfera e mataria uma grande fração da população mundial. Um desses objetos, o 1950 DA, atualmente tem uma chance de 0,005% de colidir com a Terra no ano de 2880, embora, quando descoberto pela primeira vez, a probabilidade fosse de 0,3%. A probabilidade diminui à medida que as órbitas são refinadas com medidas adicionais.
Além disso, existem mais de trezentos cometas de período curto que passam perto de planetas maiores, como Saturno e Júpiter, que podem mudar a trajetória e potencialmente colocá-los em uma órbita que cruza a Terra. Isso pode acontecer também com os cometas de longo período, mas com uma chance reduzida. A chance de impactar diretamente a Terra é muito menor do que o impacto de um objeto próximo da Terra (OPT). Victor Clube e Bill Napier apoiam uma teoria controversa de que um cometa de curto período em uma órbita de travessia da Terra não precisa ter impacto para ser perigoso, pois pode se desintegrar e causar um véu de poeira com possibilidades de um cenário de "inverno nuclear" com longo prazo resfriamento global com duração de milhares de anos (que eles consideram similar em probabilidade a um impacto de 1 km).

## Impactos

### Humanos
Um inverno de impacto teria um efeito devastador sobre os seres humanos, assim como as outras espécies presentes na Terra. Com a radiação do sol sendo severamente diminuída, as primeiras espécies extintas seriam plantas e animais que sobreviveriam do processo de fotossíntese. Essa falta de alimentos acabaria levando a outras extinções em massa de outros animais que estão mais acima na cadeia alimentar e possivelmente causaria o desaparecimento de até 25% da população humana. Dependendo da localização e do tamanho do impacto inicial, o custo dos esforços de limpeza pode ser tão alto que resultaria numa crise econômica para os sobreviventes.

### Economia
O custo de limpeza após um impacto de asteroide ou cometa custaria bilhões a trilhões de dólares, dependendo da localização afetada. [2] [4] Um impacto na cidade de Nova Iorque (a 16,ª cidade mais populosa do mundo) poderia custar bilhões de dólares em perdas financeiras, e poderia levar anos para que o setor financeiro (ou seja, o mercado de ações) se recuperasse. [2] No entanto, a probabilidade de um impacto naturalmente específico seria extremamente baixa.